# Volo Cubana de Aviación 389
Il volo Cubana de Aviación 389 (CU389/CUB389) era un volo passeggeri interno diretto dall'ex aeroporto internazionale Mariscal Sucre di Quito all'aeroporto internazionale Simón Bolívar (attualmente ribattezzato Aeroporto Internazionale José Joaquín de Olmedo) a Guayaquil operato dalla Cubana de Aviación, la compagnia di bandiera cubana. Il 29 agosto 1998 l'aereo che operava il volo, un Tupolev Tu-154M, uscì di pista, distruggendo alcuni edifici e schiantandosi contro un campo di calcio a Quito durante la corsa per il decollo. L'aereo prese fuoco e 70 persone a bordo persero la vita. Morì anche un totale di 10 persone a terra, compresi dei bambini.

## L'incidente
Il volo 389 si stava preparando per la partenza. Durante il primo avviamento del motore si bloccò una valvola pneumatica. Il problema venne risolto e i piloti avviarono due motori con l'alimentazione da terra. Durante il rullaggio avviarono anche il terzo motore. Il volo 389 in seguito ottenne l'autorizzazione a partire e iniziò la corsa al decollo. Il primo e il secondo tentativo di decollo fallirono, costringendo l'equipaggio ad effettuarne un terzo. Quando il volo 389 raggiunse la Vr, il muso dell'aereo non si alzò (rotazione). Anche se l'equipaggio abortì il decollo, il Tupolev uscì di pista, mancando per un soffio un viale molto frequentato in un quartiere residenziale della classe media, colpì un muro, un'officina meccanica, due case e infine collassare in un campo di calcio. In quel momento molte persone, compresi dei bambini, ci stavano giocando sopra quando il volo 389 esplose prendendo fuoco.
I soccorritori raggiunsero il luogo dell'incidente e iniziarono ad evacuare i sopravvissuti dal luogo dell'incidente. Dopo lo schianto si poterono udire parecchie esplosioni. I vigili del fuoco spruzzarono dei getti d'acqua sui detriti fumanti per prevenire ulteriori esplosioni, mentre le autorità locali transennarono il luogo dell'incidente e cercarono un residente locale scomparso. Molte persone a terra erano scomparse durante lo schianto. Una madre disse di non riuscire più a trovare i suoi tre figli dopo l'incidente. 26 feriti furono portati d'urgenza in tre ospedali, di cui 15 al Quito Metropolitan Hospital. I sopravvissuti affermarono che alcune porte dell'aereo non si erano aperte dopo l'impatto e che diversi superstiti erano fuggiti dal relitto infuocato attraverso un buco nella fusoliera. Diverse persone saltarono dall'aereo mentre erano in fiamme. Domenica 30 agosto, la Croce Rossa ecuadoriana riferì che sul luogo dell'incidente sono stati recuperati ben 77 corpi gravemente ustionati. Cinque bambini che giocavano sul campo da calcio morirono quando l'aereo gli piombò addosso.

## L'aereo, i passeggeri e l'equipaggio
L'aereo era un Tupolev Tu-154M, numero di serie 85A720 e registrato a Cuba come CU-T1264. L'aereo trasportava 91 persone in tutto, composte da 14 membri d'equipaggio e 77 passeggeri. I piloti nel cockpit erano il comandante Mario Ramos, il copilota Leonardo Díaz e il tecnico di volo Carlos González. La maggior parte degli occupanti erano ecuadoriani, con alcuni argentini, italiani, giamaicani, cileni e cubani.

## Conseguenze
Poco dopo l'incidente l'aeroporto internazionale Mariscal Sucre è stato chiuso e tutte le operazioni di volo annullate in risposta all'incidente. Il presidente ecuadoriano Jamil Mahuad visitò il luogo dell'incidente dove espresse la sua solidarietà ai familiari delle vittime dell'incidente. Ordinò un rapporto completo sulla causa dell'incidente e dichiarò che avrebbe costruito un nuovo aeroporto lontano dalla città, poiché quello costruito nel 1960 era stato criticato per essere troppo vicino a un'area densamente popolata Il nuovo aeroporto è stato inaugurato nel 2013, a circa 18 chilometri (11 miglia) a est di Quito, al di fuori del centro abitato.